# Aloe comosa
Aloe comosa ist eine Pflanzenart der Gattung der Aloen in der Unterfamilie der Affodillgewächse (Asphodeloideae). Das Artepitheton comosa stammt aus dem Lateinischen, bedeutet ‚büschelartig‘ und verweist auf die Brakteenbüschel an den Blütenstandsspitzen.

## Beschreibung

### Vegetative Merkmale
Aloe comosa wächst einzeln und stammbildend. Die Stämme sind bis zu 2 Meter lang und mit den ausdauernden Resten toter Laubblätter bedeckt. Die lanzettlich-schwertförmigen Laubblätter bilden dichte Rosetten. Die Blattspreite ist bis zu 65 Zentimeter lang und 12 Zentimeter breit. Ihre glauken bis etwas bräunlich rosarötlichen Oberseite ist undeutlich liniert. Die Unterseite ist bläulich grün. Die bräunlich röten Zähne am rosarötlichen Blattrand sind 1 bis 2 Millimeter lang und stehen 5 bis 10 Millimeter voneinander entfernt.

### Blütenstände und Blüten
Der meist einfache Blütenstand erreicht eine Länge von bis zu 2 Meter. Gelegentlich wird ein Zweig ausgebildet. Die dichten, schmal zylindrischen Trauben sind 100 Zentimeter lang und 8 Zentimeter breit. Die lanzettlichen Brakteen laufen spitz zu und sind 40 Millimeter lang. Im Knospenstadium sind sie ziegelförmig angeordnet und an der Blütenstandsspitze gebüschelt. Die in der Regel rosa-cremefarben bis rosarötlich elfenbeinfarbenen, gelegentlich tiefrosa und bereiften Blüten stehen an etwa 20 Millimeter langen, fast aufrechten Blütenstielen und sind bauchig. Die Blüten sind bis zu 40 Millimeter lang und an ihrer Basis sehr kurz verschmälert. Über dem Fruchtknoten sind sie in der Mitte auf einen Durchmesser von 12 Millimeter erweitert und dann zur Mündung hin verengt. Ihre äußeren Perigonblätter sind auf etwa 20 Millimeter ihrer Länge nicht miteinander verwachsen. Die Staubblätter und der Griffel ragen 10 bis 12 Millimeter aus der Blüte heraus.

### Genetik
Die Chromosomenzahl beträgt {\displaystyle 2n=14}.

## Systematik, Verbreitung und Gefährdung
Aloe comosa ist in der südafrikanischen Provinz Westkap auf Hügel- und Talseiten verbreitet.
Die Erstbeschreibung durch Rudolf Marloth und Alwin Berger wurde 1905 veröffentlicht.
Über die Gefährdung von Aloe comosa liegen in der Roten Liste gefährdeter Arten der IUCN nur unzureichende Daten vor.

## Nachweise